# Pallavolo ai XV Giochi dei piccoli stati d'Europa - Torneo maschile
Il XIV torneo maschile di pallavolo ai Giochi dei piccoli stati d'Europa si è svolto dal 28 maggio al 1º giugno 2013 a Lussemburgo, in Lussemburgo, durante i XV Giochi dei piccoli stati d'Europa. Al torneo hanno partecipato 5 squadre nazionali europee di stati con meno di un milione di abitanti e la vittoria finale è andata per la decima volta a Cipro.

## Impianti
|                                                                     |  |
|                                                                     |  |
| Coque Gymnase Città: Lussemburgo Capienza: 8.000 Anno d'apertura: - |  |

## Regolamento
Le squadre si sono sfidate in un'unica fase con girone all'italiana, al termine del quale la prima classificata ha vinto la medaglia d'oro.

## Podio

### Campione
Formazione: 4 Savvas Savva, 5 Nikos Kola, 6 Konstantinos Pafitis, 7 Gabriel Georgiou, 10 Ioannis Kontos, 11 Achilleas Petrakidis, 12 Aggelos Alexiou, 13 Anthimos Economides, 14 Georgios Chrysostomou, 15 Marinos Papachristodoulou, 17 Nikolas Charalampidīs, 18 Georgios Moschovakis, CT: Kostas Delikostas

### Secondo posto
Formazione: 1 Dominik Husi, 2 Olivier De Castro, 4 Kamil Rychlicki, 5 Arnaud Maroldt, 6 Gilles Braas, 7 Jan Lux, 8 Ralf Lentz, 10 Juan Pablo Stutz, 11 Tim Laevaert, 14 Chris Zuidberg, 15 Franisek Vosahlo, 17 Max Funk, CT: Burkhard Disch

### Terzo posto
Formazione: 1 Nicolas Bruzzo, 2 Gilles Brillant, 4 Dragan Pezelj, 7 Mathieu Orszulak, 8 Axel Le Meur, 10 Christophe Ulivieri, 12 Franck Gopcević, 13 Julien Corsini, 14 Pascal Ferry, 16 Hugues Cabochette, 18 Olivier Lorenzi, CT: Dragan Pezelj

## Classifica finale
| Classifica | Squadre     |
| ---------- | ----------- |
|            | Cipro       |
|            | Lussemburgo |
|            | Monaco      |
| 4          | San Marino  |
| 5          | Islanda     |